# Театр Э. Т. А. Гофмана
Театр Э. Т. А. Гофмана (нем. E.T.A.-Hoffmann-Theater) —театр в Бамберге. Носит имя немецкого писателя, композитора, капельмейстера Э. Т. А. Гофмана, работавшего в театре в 1808—1813 годах. Основан театр в 1802 году. Театр находится в центре старого Бамберга на площади Гофмана (E.T.A.-Hoffmann-Platz 1).
Театр ведёт свою историю с небольшого частного театра, открытого в 1802 году. К 1808 году было построено новое здание театра, которое входит и в своевременный театральный комплекс. В нацистский период театр был закрыт. После войны в нём находился лагерь беженцев. Но небольшая труппа театра играла в это время в различных залах города. В 1959 году театр, после ремонта, возобновил свою деятельность. В 1970 году здание театра приобрёл Бамберг и театр стал городским театром — «театром Э. Т. А. Гофмана».

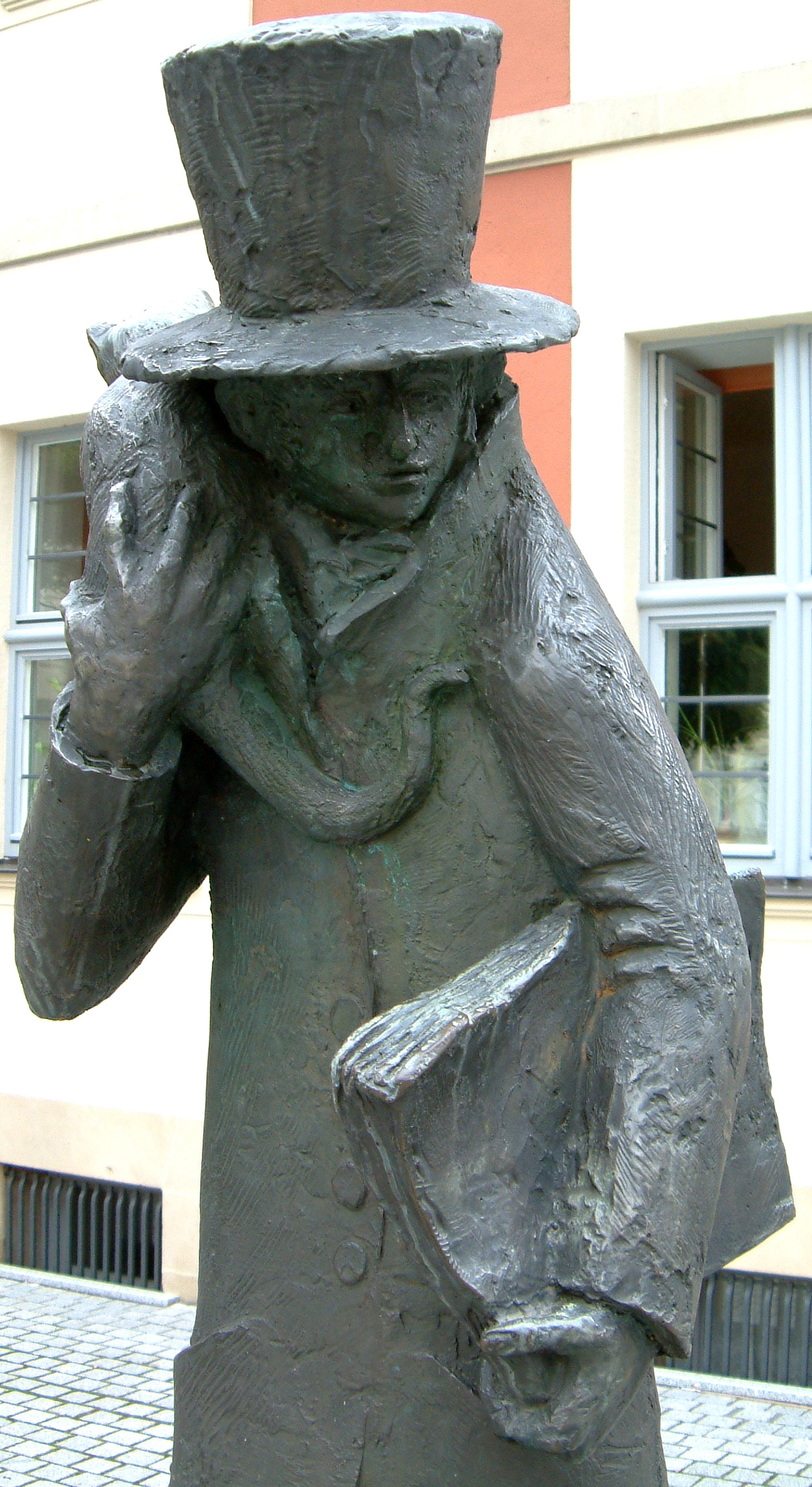

В 1999—2003 годах театр был реконструирован, появились новый зал и студия. На площади перед театром установлена памятник Гофману. Он держит на плече любимого кота Мурра, имя которого писатель увековечил в «Житейских воззрениях кота Мурра».